# Crypteffigies lanius
Crypteffigies lanius là một loài tò vò trong họ Ichneumonidae.